# Diogo Giacomini
Diogo Schüler Giacomini, mais conhecido como Diogo Giacomini (Santa Maria, 20 de junho de 1979), é um treinador de futebol brasileiro. Atualmente é auxiliar técnico permanente do América Mineiro.

## Carreira
Diogo Giacomini iniciou a carreira no Esporte Clube Internacional, de  Santa Maria time de sua cidade natal, atuando como preparador físico e auxiliar técnico. Foi, porém, nas categorias de bases de grandes clubes, como América Mineiro, Atlético Mineiro, Cruzeiro e Palmeiras  que teve o seu trabalho de maior destaque, com títulos conquistados e participando de processos de formação de jogadores, como Danilo Luiz  (Juventus FC), Juan Jesus  (AS Roma), Lucas Silva  (Grêmio),  Dudu  (Palmeiras),  João Pedro  (Cagliari),  Bernard  (Everton FC), Jemerson  (AS Monaco), Gabriel Jesus  (Manchester City), entre outros. 
Em novembro de 2015, na saída do técnico Levir Culpi, assumiu a equipe principal do Atlético Mineiro para as duas últimas rodadas do Campeonato Brasileiro, garantindo o vice-campeonato após vitória por 3x0 contra a  Chapecoense, no  Mineirão  Em novembro de 2016, com a demissão do técnico Marcelo Oliveira após o primeiro jogo da final da  Copa do Brasil, assumiu novamente o comando da equipe principal do Atlético Mineiro  para o segundo jogo, na Arena do Grêmio, em Porto Alegre, partida que terminou empatada em 1x1. Em janeiro de 2017, dirigiu a equipe do Atlético Mineiro na  Florida Cup  e, a partir de então, passou a integrar a comissão técnica da equipe principal, tendo atuado como auxiliar técnico de Roger Machado e Rogério Micale naquele ano  Após mudança de diretoria, foi desligado do clube em dezembro de 2017.
Após 13 anos dirigindo equipes de base, fez a transição para o futebol profissional. Em 2018, assumiu o comando técnico do Coimbra Sports, clube-empresa, ligado ao Banco BMG.  Com dois acessos consecutivos, levou a equipe de Contagem do Campeonato Mineiro da Segunda Divisão para o Módulo I do  Campeonato Mineiro em dois anos, conquistando os títulos da  Segundona Mineira (2018)  e do  Campeonato Mineiro do Módulo II (2019)   , esse último de forma invicta. Em 2020, o  Coimbra disputou, pela primeira vez, o Módulo I do  Campeonato Mineiro. 

## Estatísticas

### Como treinador
Atualizado até 19 de junho de 2020.
| Clube          | Jogos | Vitórias | Empates | Derrotas | Aproveitamento |
| -------------- | ----- | -------- | ------- | -------- | -------------- |
| Coimbra Sports | 46    | 21       | 16      | 9        | 57.25%         |

## Títulos
Coimbra Sports
- Campeonato Mineiro da Primeira Divisão: Módulo II: 2019
- Campeonato Mineiro da Segunda Divisão: 2018

Atlético Mineiro
- Campeonato Mineiro da Primeira Divisão: Módulo I: 2017

Atlético Mineiro (Juniores)
- Campeão Torneio de Terborg - Holanda (Sub-20): 2016
- Campeão Campeonato Mineiro (Sub-17): 2012
- Campeão Torneio Future Champions FIFA - África do Sul (Sub-17): 2012
- Campeão Campeonato Mineiro (Sub-17): 2011
- Campeão Torneio Future Champions FIFA - África do Sul (Sub-17): 2011
- Campeão Torneio Future Champions FIFA - Brasil (Sub-17): 2011
- Campeão Torneio Future Champions FIFA - Brasil (Sub-17): 2010
- Campeão Torneio Internacional de Gradisca - Itália (Sub-17): 2008

Olympic
- Campeonato Mineiro de Futebol da Segunda Divisão: 2004

### Campanhas de Destaque
Atlético Mineiro
- Campeonato Mineiro (Sub-20): 2016 - Vice-campeão
- Campeonato Brasileiro (Sub-20) - 2015 - Vice-campeão
- Campeonato Mineiro (Sub-17): 2010 - Vice-campeão
- Campeonato Mineiro (Sub-17): 2009 - Vice-campeão
- Campeonato Mineiro (Sub-17): 2007 - Vice-campeão

Palmeiras
- Campeonato Brasileiro (Sub-20) - 2013 - Vice-campeão